# Xã Oak Forest, Quận Lee, Arkansas
Xã Oak Forest (tiếng Anh: Oak Forest Township) là một xã thuộc quận Lee, tiểu bang Arkansas, Hoa Kỳ. Năm 2010, dân số của xã này là 350 người.